# Xosé Manuel Beiras
Xosé Manuel Hixinio Beiras Torrado, né le 7 avril 1936 à Saint-Jacques-de-Compostelle, est un économiste, écrivain et homme politique espagnol, figure historique du nationalisme galicien.
Il est le porte-parole national de Anova Irmandade Nacionalista, un parti politique galicien. En tant que leader de la coalition Alternative galicienne de gauche qui a obtenu un groupe parlementaire propre au Parlement de Galice, après deux décennies où seuls trois autres partis ont fait partie du même.